# Vốn điều lệ
Vốn điều lệ (Charter capital)  là một thuật ngữ chuyên môn kinh tế chỉ số vốn do các thành viên, cổ đông góp hoặc cam kết đóng góp trong một thời hạn nhất định và được ghi vào Điều lệ công ty để công bố cho các cổ đông. Vốn điều lệ có thể thay đổi với sự đồng ý của các cổ đông.

## Khái niệm
Vốn Điều lệ là hình thức góp vốn của các thành viên cổ đông đã cam kết góp vốn trong một thời gian nhất định để duy trì hoạt động của doanh nghiệp, số vốn đóng góp ấy sẽ được lưu lại trong 1 hợp đồng gọi là điều lệ công ty.
Tất cả các thành viên cổ đông (bên góp vốn) và bộ phận điều hành doanh nghiệp (bên sử dụng nguồn vốn) có trách nhiệm tôn trọng và nghiêm túc thực hiện theo những điều đã nêu trong điều lệ.
Góp vốn điều lệ có nghĩa là đầu tư vào công ty để trở thành chủ sở hữu công ty (trường hợp đóng góp 100% vốn điều lệ) hoặc đồng sở hữu (trường hợp không đóng góp hoàn toàn vốn điều lệ).

## Hình thức góp vốn
Hình thức góp vốn hợp lệ
Các tổ chức, cá nhân được quyền góp vốn điều lệ bằng các hình thức sau:
- Mua và sở hữu Cổ phần hay Cổ phiếu của Công ty cổ phần
- Góp vốn trực tiếp vào Công ty trách nhiệm hữu hạn, Công ty hợp danh

Hình thức này không được áp dụng với các trường hợp sau:
- Các Cơ quan nhà nước, đơn vị lực lượng vũ trang nhân dân Việt Nam, sử dụng ngân sách, tài sản nhà nước góp vốn vào doanh nghiệp để thu lợi cho cơ quan, đơn vị mình.
- Đối tượng tham gia góp vốn là cán bộ, công chức, chuyên viên không nắm các chức vụ lãnh đạo trong các cơ quan, đơn vị nhà nước.
- Và một số trường hợp cụ thể quy định trong luật doanh nghiệp năm 2014.